# Georg Minde-Pouet
Adolf Julius Georg Minde-Pouet, född den 5 juni 1871 i Berlin, död där den 20 januari 1950, var en tysk litteraturhistoriker.
Minde-Pouet blev filosofie doktor 1895, bibliotekarie vid stadsbiblioteket i Bromberg 1903, direktör för Städtische Sammlungen i Dresden 1913 och för Deutsche Bücherei i Leipzig 1917. Han lämnade tjänsten 1923. Professors titel hade han fått 1911.
Minde-Pouet författade ett utmärkt arbete om Heinrich von Kleists språk och stil (1896–97), arbeten om Posen och Fredrik den store samt redigerade "Aus dem Posener Land". Jämte Erich Schmidt och Reinhold Steig utgav han en Kleistupplaga (1905 ff.).